# 37-я стрелковая дивизия (2-го формирования)
37-я стрелко́вая диви́зия — стрелковое соединение (стрелковая дивизия) РККА Вооружённых сил СССР в Великой Отечественной войне.
Сокращённое действительное наименование формирования, применяемое в рабочих документах — 37 сд. Период вхождения соединения в действующую армию: c 24 сентября 1941 года по 22 апреля 1945 года.

## История
Дивизия стрелков сформирована, 24 июля 1941 года, в Петрозаводске на базе 52-го, 1061-го стрелковых полков РККА и 15-го мотострелкового полка НКВД как Петрозаводская стрелковая дивизия, а 24 сентября 1941 года получила войсковой № 37 и переименована в 37-ю стрелковую дивизию.
С момента сформирования дивизия вела бои на подступах к Петрозаводску, обороняла сам город, 30 сентября 1941 года отступила севернее Петрозаводска, на рубеж реки Шуя, затем в декабре 1941 года вела бои за Медвежьегорск, после его потери бои на рубеже Беломоро-Балтийского канала, затем вела позиционную оборону в Карелии.
В начале 1943 года выведена в резерв и, вероятно, к началу лета, переброшена в Старорусский район, где вела частные бои до начала 1944 года.
Во время проведения Ленинградско-Новогородской операции в январе 1944 года принимает участие в проводимой с целью недопущения переброски немецких войск в район Новгорода частной Насво-Маевской операции.
В апреле 1944 года была переброшена по рокадному направлению пешим маршем длиной около 200 километров в район Пушкинских Гор, с ходу форсировала реку Петь и заняла небольшой плацдарм на другом берегу. 10.04.1944 года ведёт бои в Пушкинских Горах,
Во время Режицко-Двинской операции находилась в составе подвижной группы 2-го Прибалтийского фронта (командир группы — командир 37-й стрелковой дивизии генерал-майор А. Г. Гусаров), перед началом операции была сосредоточена в лесах северо-западнее Забелья. В составе подвижной группы, кроме 37-й стрелково дивизии входил 13-й гвардейский стрелковый полк и средства усиления.
18.07.1944 года вступила на территорию Латвии, прочёсывала леса, преследовала разрозненные группы противника.
28.07.1944 года на рассвете стремительным ударом одного из полков с севера и другого полка дивизии с юга окружил до батальона пехоты противника в районе крупного населённого пункта Дрицены. На рассвете хорошо согласованными действиями обоих полков окружённые были полностью смяты, а Дрицени освобождены. При этом было захвачено 10 орудий. Развивая наступление, части этой дивизии вышли к 16 часам на р. Резекне в районе Жагатки, преодолели реку стрелковыми частями вброд, захватили плацдарм, а к 21 часу, построив переправы, продвинули вперед и технику, продолжая неотступное преследование противника в направлении Варакляны. В начале августа 1944 год ведёт бои у Мадоны. По территории Латвии дивизия прошла с боями через города Добеле, Мадона, Цесвайне, Виляне, Резекне.
Рижскую операцию начала уже 12.09.1944 года, находясь на правом фланге армии на участке Цесвейне, озеро Лиеэзерс с задачей прикрытия фланга, обнаружила отход частей противника и совместно с 85-й гвардейской стрелковой дивизией перешла в наступление и освободила более 20 населённых пунктов.
На 15.10.1944 года, находясь в резерве фронта при этом оставаясь в оперативном подчинении командующего 22-й армией, подготавливала пути для действия в направлениях Иецава, Елгава, Добеле и на стык с 1-м Прибалтийским фронтом.
Участвовала в освобождении Риги.
С декабря 1944 года до конца войны ведёт бои по ликвидации группировки противника, блокированной на Курляндском полуострове.
За время войны личный состав дивизии обновлялся практически полностью 6 раз.

## Состав
- Управление (отделы, отделения, штаб, службы)
- 20-й (15-й) стрелковый полк
- 24-й стрелковый полк (до 01.02.1942)
- 52-й стрелковый полк (до 01.02.1942)
- 91-й стрелковый полк (с 16.02.1942)
- 247-й стрелковый полк (с 16.02.1942)
- 170-й артиллерийский полк (с 16.02.1942)
- 103-й отдельный истребительно-противотанковый дивизион
- 214-й миномётный дивизион (до 05.02.1942)
- 356-й миномётный дивизион (с 24.02.1942)
- 68-я отдельная разведывательная рота
- 58-й сапёрный батальон
- 83-й отдельный батальон связи (825-я отдельная рота связи)
- 39-й медико-санитарный батальон
- 13-я отдельная рота химической защиты
- 209-я автотранспортная рота
- 349-я полевая хлебопекарня
- 214-й дивизионный ветеринарный лазарет
- 762-я полевая почтовая станция
- 463-я полевая касса Госбанка

## В составе
| В составе       | В составе               | В составе                          | В составе                          | В составе                          |
| Дата            | Фронт (округ)           | Армия                              | Корпус                             | Примечания                         |
| --------------- | ----------------------- | ---------------------------------- | ---------------------------------- | ---------------------------------- |
| 01.08.1941 года | -                       | 7-я армия                          | -                                  | -                                  |
| 01.09.1941 года | -                       | 7-я армия                          | -                                  | -                                  |
| 01.10.1941 года | -                       | 7-я армия                          | -                                  | -                                  |
| 01.11.1941 года | Карельский фронт        | Медвежьегорская оперативная группа | -                                  | -                                  |
| 01.12.1941 года | Карельский фронт        | Медвежьегорская оперативная группа | -                                  | -                                  |
| 01.01.1942 года | Карельский фронт        | -                                  | -                                  | -                                  |
| 01.02.1942 года | Карельский фронт        | -                                  | -                                  | -                                  |
| 01.03.1942 года | Карельский фронт        | Масельская оперативная группа      | -                                  | -                                  |
| 01.04.1942 года | Карельский фронт        | 32-я армия                         | -                                  | -                                  |
| 01.05.1942 года | Карельский фронт        | 32-я армия                         | -                                  | -                                  |
| 01.06.1942 года | Карельский фронт        | 32-я армия                         | -                                  | -                                  |
| 01.07.1942 года | Карельский фронт        | 32-я армия                         | -                                  | -                                  |
| 01.08.1942 года | Карельский фронт        | 32-я армия                         | -                                  | -                                  |
| 01.09.1942 года | Карельский фронт        | 32-я армия                         | -                                  | -                                  |
| 01.10.1942 года | Карельский фронт        | 32-я армия                         | -                                  | -                                  |
| 01.11.1942 года | Карельский фронт        | 32-я армия                         | -                                  | -                                  |
| 01.12.1942 года | Карельский фронт        | 32-я армия                         | -                                  | -                                  |
| 01.01.1943 года | Карельский фронт        | 32-я армия                         | -                                  | -                                  |
| 01.02.1943 года | Карельский фронт        | 32-я армия                         | -                                  | -                                  |
| 01.03.1943 года | Северо-Западный фронт   | 68-я армия                         | -                                  | -                                  |
| 01.04.1943 года | Северо-Западный фронт   | 68-я армия                         | -                                  | -                                  |
| 01.05.1943 года | Северо-Западный фронт   | 34-я армия                         | -                                  | -                                  |
| 01.06.1943 года | Северо-Западный фронт   | 34-я армия                         | -                                  | -                                  |
| 01.07.1943 года | Северо-Западный фронт   | 34-я армия                         | -                                  | -                                  |
| 01.08.1943 года | Северо-Западный фронт   | 34-я армия                         | -                                  | -                                  |
| 01.09.1943 года | Северо-Западный фронт   | -                                  | -                                  | -                                  |
| 01.10.1943 года | Северо-Западный фронт   | -                                  | 12-й гвардейский стрелковый корпус | -                                  |
| 01.11.1943 года | Северо-Западный фронт   | 34-я армия                         | 96-й стрелковый корпус             | -                                  |
| 01.12.1943 года | 2-й Прибалтийский фронт | 1-я ударная армия                  | 12-й гвардейский стрелковый корпус | -                                  |
| 01.01.1944 года | 2-й Прибалтийский фронт | 6-я гвардейская армия              | 23-й гвардейский стрелковый корпус | -                                  |
| 01.02.1944 года | 2-й Прибалтийский фронт | 22-я армия                         | 44-й стрелковый корпус             |                                    |
| 01.03.1944 года | 2-й Прибалтийский фронт | 3-я ударная армия                  | 12-й гвардейский стрелковый корпус | -                                  |
| 01.04.1944 года | 2-й Прибалтийский фронт | -                                  | 12-й гвардейский стрелковый корпус | -                                  |
| 01.05.1944 года | 2-й Прибалтийский фронт | 1-я ударная армия                  | 12-й гвардейский стрелковый корпус | -                                  |
| 01.06.1944 года | 2-й Прибалтийский фронт | 1-я ударная армия                  | 12-й гвардейский стрелковый корпус | -                                  |
| 01.07.1944 года | 2-й Прибалтийский фронт | 1-я ударная армия                  | 12-й гвардейский стрелковый корпус | -                                  |
| 01.08.1944 года | 2-й Прибалтийский фронт | 10-я гвардейская армия             | -                                  | -                                  |
| 01.09.1944 года | 2-й Прибалтийский фронт | 10-я гвардейская армия             | 19-й гвардейский стрелковый корпус | -                                  |
| 01.10.1944 года | 2-й Прибалтийский фронт | 22-я армия                         | -                                  | -                                  |
| 01.11.1944 года | 2-й Прибалтийский фронт | 22-я армия                         | -                                  | -                                  |
| 01.12.1944 года | 2-й Прибалтийский фронт | 22-я армия                         | 100-й стрелковый корпус            |                                    |
| 01.01.1945 года | 2-й Прибалтийский фронт | 22-я армия                         | 100-й стрелковый корпус            | -                                  |
| 01.02.1945 года | 2-й Прибалтийский фронт | 22-я армия                         | 100-й стрелковый корпус            | -                                  |
| 01.03.1945 года | 2-й Прибалтийский фронт | 1-я ударная армия                  | 123-й стрелковый корпус            | -                                  |
| 01.04.1945 года | Ленинградский фронт     | 1-я ударная армия                  | 119-й стрелковый корпус            | в составе Курляндской группы войск |
| 01.05.1945 года | Резерв Ставки ВГК       | 22-я армия                         | 100-й стрелковый корпус            | -                                  |

## Командование

### Командиры
- Литвинов, Фёдор Иванович (09.11.1941 — 11.02.1942), подполковник;
- Гусаров, Александр Георгиевич (12.02.1942 — 10.02.1945), полковник, с 16.10.1943 генерал-майор;
- Давыдов, Пётр Михайлович (13.02.1945 — 09.05.1945), генерал-майор.

### Заместители командира
- Григорьян, Григорий Аркадьевич (10.01.1943 — 10.02.1943), подполковник;

## Отличившиеся воины дивизии
| Награда | Ф. И. О.                           | Должность                                                           | Звание   | Дата награждения | Примечания                                  |
| ------- | ---------------------------------- | ------------------------------------------------------------------- | -------- | ---------------- | ------------------------------------------- |
|         | Бова, Ефим Ермолаевич              | сапёр 58-го отдельного сапёрного батальона                          | Ефрейтор | 04.06.1943       | награждён посмертно, подорвал себя гранатой |
|         | Гафиатуллин, Газинур Гафиатуллович | заместитель командира стрелкового отделения 20-го стрелкового полка | Сержант  | 04.06.1944       |                                             |
|         | Салихов, Эсед Бабастанович         | командир стрелкового батальона                                      | Майор    | 04.06.1943       | погиб 16.01.1944                            |
|         | Шарыпов, Абрам Григорьевич         | стрелок 2-й стрелковой роты 247-го стрелкового полка                | Ефрейтор | 04.06.1944       | погиб 14.04.1944                            |

## Память
- Мемориал в деревне Вилга (Прионежский район, Республика Карелия)